# Liste des cavités dans la glace
Si la plupart des cavités visées par la spéléologie s'ouvrent dans des karsts (formations calcaires), il existe également des cavités dans la glace, dont la forme, la profondeur et la position peuvent varier d'une année à l'autre, en fonction des mouvements et transformation des glaciers qui les contiennent.

## Liste de moulins glaciaires
Les moulins sont des cavités dans la glace, à forte composante verticale.
Le tableau ci-dessous répertorie les moulins glaciaires de plus de 100 mètres de profondeur, au moment de leur exploration.
| Réf. | Moulins glaciaires              | Pays      | État / Région / Département | Dévelop.(m) | Dénivel. (m) | Source/Référence                                 | M. à jour |
| ---- | ------------------------------- | --------- | --------------------------- | ----------- | ------------ | ------------------------------------------------ | --------- |
| 1    | Perito mecanico                 | Argentine |                             |             | −180, m      | Atlas des cavités non calcaires & Philippe AUDRA | 2001-01   |
| 2    | Moulin Isortoq                  | Danemark  | Groenland                   |             | −173, m      | Atlas des cavités non calcaires & Philippe AUDRA | 2001-01   |
| 3    | Moulin Kapisigdlit              | Danemark  | Groenland                   |             | −157, m      | Atlas des cavités non calcaires & Philippe AUDRA | 2001-01   |
| 4    | Moulin ?                        | Pakistan  |                             |             | −140, m      | Atlas des cavités non calcaires & Philippe AUDRA | 2001-01   |
| 5    | Eimfjellethaven                 | Norvège   | Spitzberg                   |             | −135, m      | Atlas des cavités non calcaires & Philippe AUDRA | 2001-01   |
| 6    | Moulin d'Anorip Putua           | Danemark  | Groenland                   |             | −130, m      | Atlas des cavités non calcaires & Philippe AUDRA | 2001-01   |
| 7    | Moulin du Gorngletscher         | Suisse    |                             |             | −130, m      | Atlas des cavités non calcaires & Philippe AUDRA | 2001-01   |
| 8    | Puits-volcan de Phrihnüg kagipu | Islande   |                             |             | −121, m      | Atlas des cavités non calcaires & Philippe AUDRA | 2001-01   |
| 9    | Crystal Cave                    | Norvège   | Spitzberg                   |             | −120, m      | Atlas des cavités non calcaires & Philippe AUDRA | 2001-01   |
| 10   | Gouffre Félix                   | Norvège   | Spitzberg                   |             | −120, m      | Atlas des cavités non calcaires & Philippe AUDRA | 2001-01   |
| 11   | Moulin ?                        | Pakistan  |                             |             | −120, m      | Atlas des cavités non calcaires & Philippe AUDRA | 2001-01   |
| 12   | Moulin de la Mer de Glace       | France    |                             |             | −105, m      | Atlas des cavités non calcaires & Philippe AUDRA | 2001-01   |
| 13   | Puits du glacier Loven-est      | Norvège   | Spitzberg                   |             | −105, m      | Atlas des cavités non calcaires & Philippe AUDRA | 2001-01   |
| 14   | Moulin ?                        | Pakistan  |                             |             | −100, m      | Atlas des cavités non calcaires & Philippe AUDRA | 2001-01   |
| 15   | Glaciologeraven                 | Norvège   | Spitzberg                   |             | −100, m      | Eraso & Pulina & Philippe AUDRA                  | 2001-01   |

## Liste de grottes sous-glaciaires
| Réf. | Cavités sous-glaciaires | Pays | État / Région / Département | Dévelop.(m) | Dénivel. (m) | Source / Référence | M. à jour |
| ---- | ----------------------- | ---- | --------------------------- | ----------- | ------------ | ------------------ | --------- |

## Sources et références
- Listes spéléométriques Compilations mondiales par Philippe Audra.
- Bob Gulden, membre de la NSS #13188LF (Odenton, Maryland), « Compilations spéléométriques »(Archive.org • Wikiwix • Archive.is • Google • Que faire ?).

1. ↑  moulin : aven-perte dans un glacier, alimenté par une bédière, ruisseau de fonte coulant à la surface (Choppy, 1985)